# Знаменские бани
Общественные бани, занимавшие четыре флигеля в домах 51 и 53 на Знаменской улице, ныне улица Восстания. «Знаменские бани» — неофициальное название, так как бани назывались в честь их владельцев, которые периодически менялись.
Они были построены вместе с домом 51 в 1845 году графом Яковом Ивановичем Эссен-Стенбок-Фермором, представителем шведского графского рода Стенбок. Он также владел водопроводным предприятием. В 1851 году предприятие вместе с банями приобрёл граф Иосиф Романович Анреп-Эльмпт. Он сдал бани в аренду крестьянину и купцу второй петербургской гильдии Алексею Петровичу Сорокину. Общий годовой доход с бань составлял 28 000 рублей. После смерти Анрепа-Эльмпта, владелицей здания стала графиня Цецилия Филипповна. В тот момент бани занимали четыре каменных флигеля — два двухэтажных и два одноэтажных. Графиня затем передала участок с банями бывшему арендатору Сорокину. Купец приобрёл соседний участок по адресу 53. После его смерти владение банями переходило к его вдове и затем детям. Затем бани переходили во владение торгового дома «Алексей Шитов и наследники» и затем к акционерному обществу «Строитель». В 1913 году здания вместе с банями были снесены и на их месте построен доходный дом. 
Знаменские бани сыскали репутацию главного места для гомосексуальных встреч в дореволюционном Петербурге после гражданской революции 1905 года. Там мужчины снимали номера для свиданий или пользовались услугами у банщиков. Журналист Владимир Павлович Руадзе описывал некоего банщика Гаврилу, который подходил к посетителям бани, предлагал свои секс-услуги или демонстрировал альбом с фотографиями других банщиков, некоторые из которых позировали в женских нарядах. Выбранный клиентом банщик оказывался в его распоряжении уже через пять минут. Сами банщики в ожидании клиентов сидели в незанятых номерах. Знаменские бани прилегали к «гомосексуальному маршруту» «теток», искавших проститутов или любовников в дореволюционном Петербурге. 
Бани в том числе посещал Михаил Кузмин, описывая свой опыт встречи с банщиком Гаврилой, который вначале предлагал на услужение банщицу или банщика. Когда Кузьмин отказался, Гаврила уже сам подавал недвусмысленные знаки внимания, когда мыл поэта.